# Тополевая нижнесторонняя моль-пестрянка
То́полевая нижнесторо́нняя моль-пестря́нка, или то́полевая моль-пестря́нка, или то́полевая минирующая моль-пестря́нка (лат. Phyllonorycter populifoliella) — вид чешуекрылых из семейства молей-пестрянок (Gracillariidae).

## Описание
Длина тела 8—10 мм, размах крыльев — около 16 мм. Усики щетинковидные состоят из 39—42 члеников. Передние крылья с бурым рисунком на сероватом фоне. Задние крылья узкие бурого цвета. По заднему краю задних крыльев расположена бахрома из длинных щетинок. Восьмой стернит самцов с зубчиками по заднему краю, у близкого вида Phyllonorycter populi задний край этого стернита с вырезом. Гусеница светло-жёлтая, длиной около 5 мм.

## Образ жизни

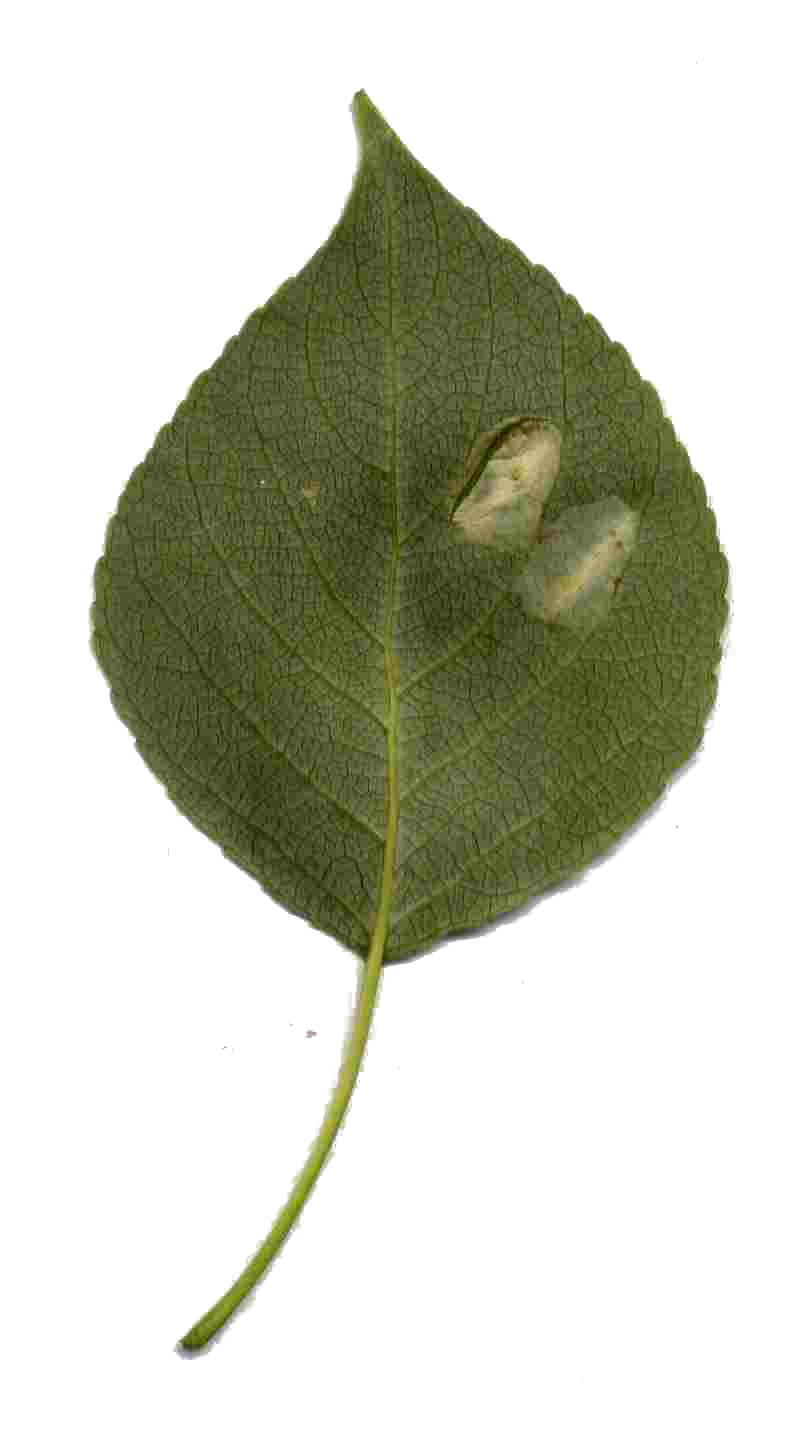
Мины тополевой нижнесторонней моли-пестрянки

Гусеницы питаются листьями тополей, образуя овальные мины на нижней стороне листа. Вид является самым распространённым и многочисленным вредителем тополей в зелёных насаждениях городов. Мины могут сливаться, отчего лист кажется белым. Деревья, подвергшиеся обрезке повреждаются позднее и менее интенсивно, чем не обрезанные деревья. К повреждаемым видам относятся тополь чёрный, тополь лавролистный, тополь бальзамический, тополь каролинский, тополь пирамидальный, тополь серебристый, тополь канадский и осина. Перезимовавшие бабочки вылетают в апреле или начале мая и откладывают яйца на листья. Гусеница, завершив развитие, окукливается внутри мины. Бабочки не питаются и живут около двух недель. В августе вылетает второе поколение бабочек. Зимуют на стадии имаго.
Вид может давать вспышки массового размножения. Впервые подобные вспышки были зафиксированы в 1893 году во Франции. Первое массовое размножение вида в Российской империи наблюдалось в 1898 году в Харькове и в 1913 году на Урале. В Москве этот вид отмечен в 1927 году и вспышки численности отмечали в 1948, 1967 и 1979 годах. В Красноярске моль появилась в 1980-х годах.

## Распространение
Вид встречается в Западной Европе, Украине, Европейской части России, на Кавказе, Южной и Средней Сибири и горах Средней Азии.